# Sabya
Sabya (en àrab صبياء, Ṣabyāʾ) és un districte (o governació) i ciutat de l'Aràbia Saudita a la província de Jizan. La població del districte era de 198.086 habitants el 2004 i de 238.375 habitants el 2010. La governació té 23 poblacions entre les quals Rea'aeh, Iyban, Aljho, Alkha'shah, Othowan, Jabal al-Hashr, Al-Salma i Algah'ah.
La ciutat de Sabya és la capital del districte. Fou capital dels idríssides del Iemen, territori que fou conegut també com a Emirat de Sabya. El 1972 es va obrir l'Hospital General.